# Investiční strategie
Investiční strategie je investorův plán alokace finančních prostředků do různých investičních instrumentů, založený na investičním horizontu, finančních cílech, toleranci k riziku, daňovém zatížení a dalších faktorech.
Zjednodušeně řečeno jde o způsob, jakým investor zhodnocuje svůj majetek. Usiluje přitom o maximalizaci výnosů a minimalizaci rizika, zvažuje i likviditu (dostupnost investovaných prostředků) aj. Protože však některé zvažované faktory stojí v protikladu (např. vyšší výnosy proti nižším rizikům), investor musí zvážit, jaké jsou jeho cíle, čemu dává přednost a jak své prostředky investuje. Investiční strategií pak můžeme rozumět formulování investičních cílů a postupů k jejich dosažení. Volba určitého typu strategie plyne z investorových konkrétních podmínek, z jeho cílů a omezení.

## Investiční plánování
Součástí širšího finančního plánování jednotlivců, rodin či firem je investiční plánování. Volba investiční strategie je významnou součástí celého investičního procesu:
1. Analýza situace investora – určení velikosti investice, investičního horizontu, vztahu k riziku a požadovaného výnosu
2. Analýza současných investičních příležitostí – zjištění minulého vývoje a současného stavu v nabídce investičních nástrojů
3. Analýza budoucích investičních příležitostí – odhad budoucího vývoje, očekávaného výnosu a rizika jednotlivých nástrojů
4. Rozhodnutí – výběr investičních nástrojů a volba investiční strategie
5. Realizace – nákup vybraných investičních nástrojů, vytvoření investičního portfolia
6. Analýza průběžných výsledků – sledování investice a hodnocení dosahovaných výsledků
7. Rozhodnutí o dalším investičním chování – reinvestice výnosů, úprava portfolia

Investiční plán lze naplňovat využitím jedné nebo více investičních strategií. Pavel Kohout uvádí, že výběr strategie více než z 90 % určuje charakter chování investičního portfolia z hlediska výnosů, rizik a odolnosti vůči inflaci. Jednotlivé strategie se od sebe liší investičními cíli a investičními omezeními. Cíle se týkají výnosu a rizika. Mezi omezení patří časový horizont, regulatorní a zákonná omezení, zdanění a požadavky na likviditu.

## Časový horizont
Podle investičního horizontu se strategie člení (přesné vymezení hranic není ustálené, pohybuje se obvykle od 1 do 3 let, resp. od 3 do 7 let):
- krátkodobé
- střednědobé
- dlouhodobé

Pro velmi krátkodobou investiční strategii (do 1 roku) jsou vhodnými investičními nástroji např. termínované vklady, spořicí účty, peněžní fondy. Méně vhodné jsou běžné účty, jejichž reálný výnos (s přihlédnutím k inflaci) bývá zpravidla záporný. V horizontu 1 až 3 let jsou nejlépe hodnoceny investice do krátkodobých dluhopisů a dluhopisových fondů, případně zajištěné fondy, strukturované dluhopisy a strukturované vklady.
U střednědobých investičních strategií (3 až 5letých) se více rozhoduje mezi vyššími možnými výnosy i riziky (akcie, investiční certifikáty, akciové fondy) a menšími výnosy s větší jistotou (střednědobé dluhopisy). Dalšími nástroji jsou penzijní fondy, stavební spoření a životní pojištění, které i přes nízký výnos činí atraktivnějšími státní podpory a daňové úlevy.
Pro investiční strategie s dlouhodobým horizontem (více než 5 let) se doporučují investice do akcií, které umožňují maximalizovat celkový výnos investice. K nim patří i investiční certifikáty a akciové fondy. Potenciál rizikového, ale vysokého výnosu představují hedge fondy a speciální fondy (nemovitosti, deriváty aj.). Méně výnosné jistější nástroje jsou dlouhodobé dluhopisy.

## Vztah k trhu
Podle přístupu k trhu lze rozlišit strategie:
- aktivní – investor se snaží „porazit trh“, dosáhnout vyšší výnosnost než jaká je na trhu
- pasivní – investor se snaží dosáhnout stejného výnosu jako trh, v očekávání dlouhodobého růstového trendu

## Upřednostňované faktory
Investor posuzuje každou investici přinejmenším z hlediska tří základních faktorů (tzv. magický trojúhelník investování):
- očekávaný výnos investice (ve formě ročních výnosů nebo růstu ceny investice),
- očekávané riziko investice,
- očekávaný důsledek na likviditu investora.

Investor se vždy pohybuje uvnitř tohoto trojúhelníku a nikdy nemůže dospět k ideální investici, která by současně maximalizovala výnos, byla by zcela bezpečná a bylo by možné ji okamžitě proměnit v hotové peníze. Podle toho, který z těchto faktorů upřednostňují, se investiční strategie dále dělí do skupin.
- Podle cíle (při výběru z těchto strategií se zohledňuje např. i rozdílné zdanění ročních výnosů a výnosů z prodeje aktiv):[10][11][12]
  - růstová (strategie růstu ceny investice) – cílem je především růst hodnoty investice; pravidelné roční výnosy jsou obětovány ve prospěch očekávaného vyššího výnosu v budoucnosti (využívá zejména akcií s vysokým potenciálem růstu hodnoty, doplněných o obligace a z důvodu likvidity o nástroje peněžního trhu)
  - výnosová (příjmová, důchodová, strategie maximalizace ročních výnosů) – cílem je získávat pravidelný příjem z investice, např. pro pokrytí části svých běžných výdajů; je vhodnější při nižší inflaci, která výnosy příliš neznehodnocuje (využívá zejména dluhopisů, podílových listů, akcií investičních fondů vyplácejících dividendy nebo akcií velkých společností se stabilní dividendou)
  - růstově výnosová (strategie orientace na celkový výnos) – cílem je růst hodnoty i pravidelný příjem, je kombinací obou předchozích strategií
- Podle vztahu k riziku a očekávání výnosu:[13][10][11]
  - konzervativní (strategie ochrany kapitálu) – ochrana hodnoty bohatství před znehodnocením, investor preferuje minimální riziko
  - vyvážená (progresivní) – růst hodnoty investice při přiměřeném riziku
  - agresivní (dynamická) – co nejvyšší růst hodnoty investice i při vysokém riziku, investor preferuje výnos
- Zvláštním případem strategie podle preferovaného faktoru je:[11]
  - strategie maximální likvidity – cílem je zajistit co nejvyšší likviditu investice, aby investor měl vložené prostředky snadno při ruce, obvykle za cenu nižšího výnosu; užívá se v případě problémů v zajišťování vlastní likvidity nebo při rychlých změnách v tempu inflace, kdy se často mění investorovy cíle a ten musí původní investici zpeněžit, aby mohl prostředky investovat jinak (využívá např. krátkodobé termínované vklady, cenné papíry a hmotné investice s krátkou dobou návratnosti)

## Strategie investičních fondů
Podobně jako si volí svou strategii individuální investoři, tak i subjekty kolektivního investování (investiční fondy, podílové fondy aj.) se různí v druhu a poměru aktiv, do kterých investují. Zatímco však individuální investor může svoji strategii průběžně přizpůsobovat aktuální situaci na trhu, fondy takový prostor na změnu nemají. Volí a zřetelně deklarují svou stabilní investiční strategii tak, aby svým investorům poskytli transparentní nabídku.
Základní členění fondů dle investiční strategie:
- fondy peněžního trhu – jsou konzervativní, dávají přednost likviditě a nízkému riziku před vyššími výnosy, vhodné k investicím s krátkým horizontem
- dluhopisové fondy – představují střední cestu mezi peněžními a akciovými fondy, míra rizika a výnosu závisí na druhu dluhopisů, do kterých investují
- akciové fondy – patří k rizikovějším, z hlediska výnosu však k nejvýkonnějším, spíše s dlouhým investičním horizontem
- smíšené fondy – jsou hodně různorodé, charakteristická je pro ně diverzifikace (napříč investičními aktivy, odvětvími, regiony), z hlediska výnosu jsou někde mezi dluhopisovými a akciovými fondy

Podle investičního cíle:
- příjmové (důchodové) fondy – preferují roční příjem z dividendy a jsou orientovány spíše krátkodobě
- růstové fondy – preferují růst tržní ceny a orientují se spíše na dlouhý časový horizont

Dále existují např. fondy oborové, které se soustředí na investice do určitého odvětví, fondy regionální investující v určitém regionu. Zastřešující fondy („fondy fondů“) pod sebou zastřešují více fondů s různými strategiemi a důrazem na diverzifikaci se podobají smíšeným fondům. Etické fondy usilují o společensky odpovědné investování. Veřejné fondy se orientují podle vládnoucí politické reprezentace a investují spíše s menším rizikem (do obligací apod.), soukromé fondy jsou nezávislé a investují více do akcií. Indexové fondy investují do akcií podle jejich zastoupení ve zvoleném tržním indexu. Zajištěné fondy garantují počáteční investovaný vklad, případně s minimálním výnosem. Specifickými z hlediska strategie jsou také nemovitostní fondy, které investují do realitního sektoru a do nemovitostí coby aktiv s nízkou likviditou.

## Investiční strategie projektu nebo firmy
V kontextu podnikového řízení se termín investiční strategie objevuje v obecnějším smyslu strategického plánu nově vznikající firmy nebo investičního projektu představujícího rozvoj existující firmy. Investor zvažuje, jakou strategii zvolit pro další rozvoj, do jakého projektu investovat a z jakých zdrojů takovou investici financovat. Investice mohou být:
- finanční (nákup dlouhodobého finančního majetku, investování na finančních trzích)
- hmotné / věcné (pořízení dlouhodobého hmotného majetku)
- nehmotné (pořízení dlouhodobého nehmotného majetku)

Na první kategorii investic se zaměřovaly předchozí pasáže. Příklady zbývajících dvou kategorií představují např. investice do nákupu nové technologie, zřízení nové pobočky, výzkumu a vývoje nových produktů nebo i získávání nového lidského kapitálu.
Investor se podobně jako u finančních investic rozhoduje o tom, že odloží část své současné spotřeby (úspor) za účelem získání budoucího užitku (tak je definována investice v nejobecnější rovině). Hlavním cílem je obvykle růst tržní hodnoty firmy (což zahrnuje podmínku zisku), může však jít i o další, vedlejší cíle jako je zvýšení podílu na trhu nebo inovace výrobního programu, případně splnění zákonných povinností. V tomto kontextu se investice dělí na rozvojové (expanzní), obnovovací nebo mandatorní (regulatorní, povinné).
Kromě stanovení investičních cílů je však zapotřebí zvolit také investiční strategii, tedy způsob, jakým má být investice realizována a cíl dosažen. Také u těchto investic je budoucí užitek nejistý, zatížený určitým rizikem a jeho financování má rovněž vliv na likviditu firmy. Proto i zde se hovoří o „magickém trojúhelníku investování“, kdy firma posuzuje investici z hlediska očekávaného výnosu, rizika a likvidity. Investiční strategie se pak dělí (v souladu s výše popsaným dělením finančních investic):
1. podle požadované výnosnosti:
  - strategie maximalizace ročních výnosů investice,
  - strategie růstu hodnoty investice,
  - strategie růstu hodnoty investice spojená s maximálními ročními výnosy,
2. podle přístupu investora k riziku:
  - agresivní strategie,
  - konzervativní strategie,
3. nebo též strategie maximální likvidity investice.

### Prvky investiční strategie
Základními prvky investiční strategie projektu (firmy) jsou:
1. geografická strategie – stanovení relevantního trhu, výběr okruhu zákazníků; zaměření na:
  - všechny segmenty lokálního nebo regionálního trhu,
  - zvolený segment (výrobková skupina) národního i mezinárodních trhů,
  - zvolený segment ve zvolené geografické oblasti,
  - všechny segmenty ve všech geografických oblastech (celosvětová konkurence),
2. strategie z hlediska tržního podílu – stanovit cílovou pozici na trhu:
  - strategie nákladového prvenství – dosažení nižších nákladů než konkurence (např. výrobou a prodejem ve velkých objemech, se značným podílem na trhu),
  - strategie diferenciace – odlišení vlastních produktů či služeb od konkurence jedinečnými rysy, důraz na značku,
  - strategie tržního výklenku – soustředění na úzce vymezenou skupinu zákazníků, okruh produktů nebo geograficky omezený trh,
3. strategie z hlediska vazby výrobek–trh (pro grafické znázornění se užívá tzv. Ansofova matice):
  - strategie penetrace – zvýšení podílu současných výrobků na dosavadních trzích,
  - strategie rozvoje produktů – nabídka nových výrobků na současných trzích,
  - strategie rozvoje trhů – proniknutí současných výrobků k novým zákazníkům, na nové trhy,
  - strategie diverzifikace trhů – proniknutí nových výrobků na nové trhy (zřejmě nejrizikovější),
4. marketingová strategie – je do značené míry podmíněna zvolenou strategií vazby výrobek–trh, přičemž ke zvýšení prodejů firmy lze zvolit mezi dvěma strategiemi:
  - strategie zaměřená na konkurenci – usiluje o zvýšení podílu na trhu, např. agresivní cenovou strategií, imitační strategií, profilovou strategií; volí se v případě zralosti či nasycení trhu,
  - strategie tržní expanze – soustředí se na rozšíření existujícího trhu (zvýšení poptávky současných zákazníků) či vytvoření nového trhu (získání nových zákazníků) při zachování tržního podílu firmy; volí se pro rostoucí trhy.

### Investiční proces
Investiční proces popsaný v úvodu v souvislosti s finančními investicemi lze podobně popsat i rozdělením do tří, resp. čtyř hlavních fází:
1. předinvestiční fáze – předprojektová příprava: identifikace projektů, předběžný výběr, technicko-ekonomická studie proveditelnosti
2. investiční fáze – projektová příprava a realizace investice, vznik kapitálových nákladů
3. provozní (operační) fáze – provoz, produkce výrobků nebo služeb, vznik provozních nákladů a generování provozních výnosů
4. fáze ukončení a likvidace projektu – likvidační hodnota projektu spojená s likvidací a odprodejem zbylých zásob nebo investičního majetku vstupuje do celkových výnosů z projektu

Volba investiční strategie je významnou součástí předinvestiční fáze a zvolená strategie dále předurčuje kroky v dalších fázích procesu.